# Actodus
Actodus es un  género de coleópteros adéfagos de la familia Carabidae.

## Especies
Comprende las siguientes especies:
- Actodus longeantennatus Lecordier, 1966
- Actodus treichi Alluaud, 1915